# Provinz La Habana (1976–2010)
La Habana ist eine ehemalige Provinz im Nordwesten Kubas, die um die gleichnamige kubanische Hauptstadt liegt. Die Provinz wurde zwar von der Hauptstadt aus verwaltet, die Hauptstadt selbst bildete jedoch als Ciudad de La Habana eine eigenständige Provinz. Im Zuge einer Verwaltungsreform wurde die Provinz zum Ende des Jahres 2010 aufgelöst. Auf ihrem Territorium entstanden die beiden neuen Provinzen Artemisa und Mayabeque. Die Ciudad de La Habana bekam den Namen der aufgelösten Provinz, La Habana.
La Habana entstand erst im Jahr 1975 im Zuge der politisch-administrativen Neugliederung Kubas und bedeckte eine Fläche von 5731 km².
Die wichtigsten Wirtschaftszweige der Provinz waren die Landwirtschaft, die Fischerei, sowie der Tourismus.

## Verwaltungsgliederung
Die Provinz La Habana war ihrerseits in 19 Municipios unterteilt:
1. Alquízar
2. Artemisa
3. Batabanó
4. Bauta
5. Bejucal
6. Caimito
7. Guanajay
8. Güines
9. Güira de Melena
10. Jaruco
11. Madruga
12. Mariel
13. Melena del Sur
14. Nueva Paz
15. Quivicán
16. San Antonio de los Baños
17. San José de las Lajas
18. San Nicolás de Bari
19. Santa Cruz del Norte